# NIO Formula E Team
La ERT Formula E Team (precedentemente chiamata China Racing, NEXTEV TCR, NextEV NIO ed infine NIO 333) è una scuderia automobilistica di proprietà dell'azienda cinese Lisheng Sports per il campionato di Formula E, detentrice del titolo piloti della prima stagione con Nelson Piquet Jr.

## Stagioni

### 2014-2015

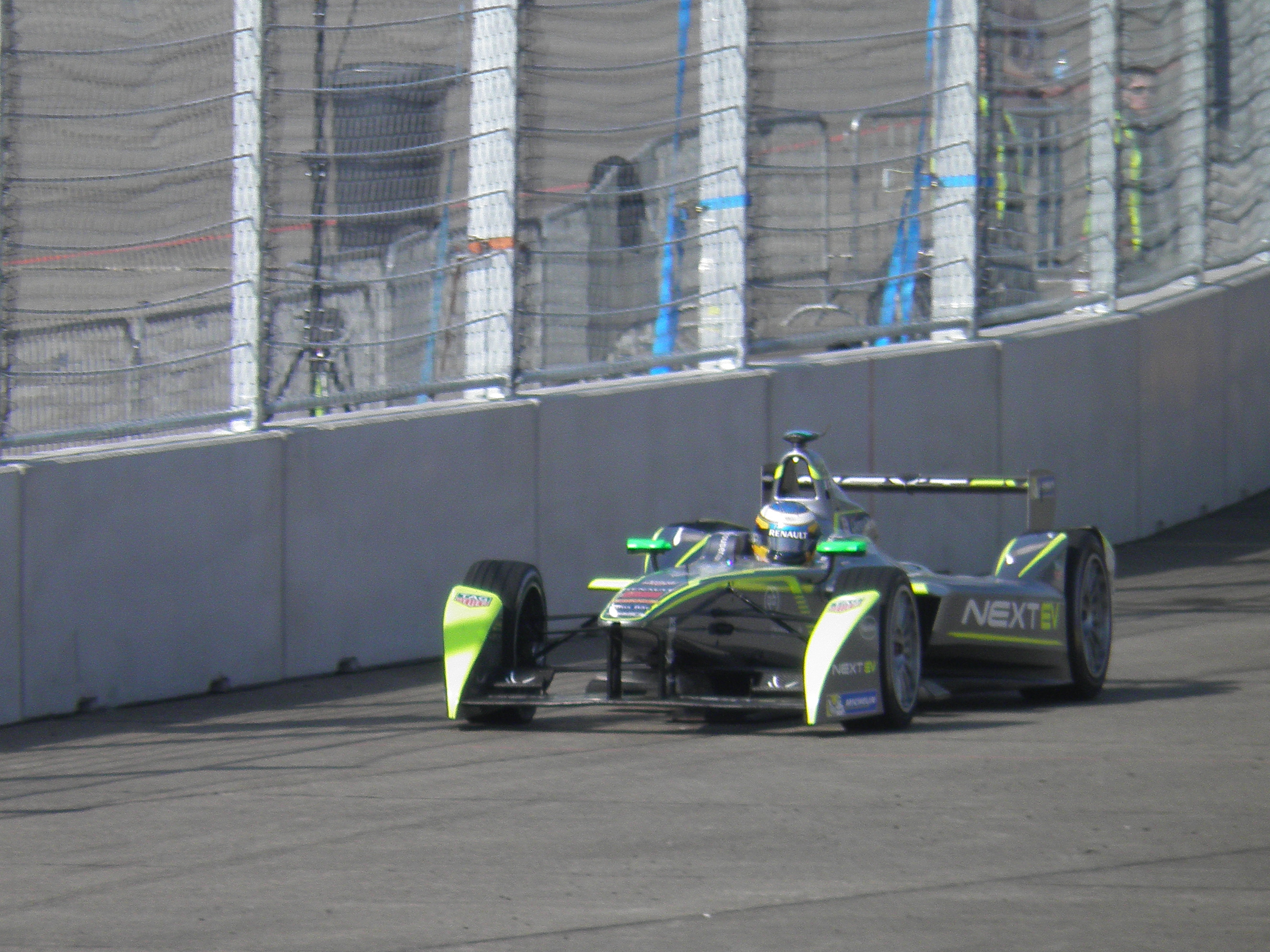
Il francese Charles Pic a Berlino.

Per la stagione inaugurale della Formula E la squadra inizia con Nelson Piquet Jr. e Ho-Pin Tung. Piquet ottiene grandi risultati, vincendo gli E-Prix di Long Beach e Mosca. Questi, insieme ad altri podi, gli valsero il titolo di campione del mondo. Per il secondo sedile si alternarono durante la stagione Antonio Garcìa, Charles Pic e Oliver Turvey. Durante la stagione la scuderia cambiò nome in NEXTEV TCR Formula E Team.

### 2015-2016
Per la seconda stagione vennero confermati Piquet e Turvey. Nei test la vettura (Spark-NEXTEV TCR FormulaE 001) si dimostra affidabile, ma non velocissima, cosa che si conferma nelle prime 2 gare della stagione, dove i 2 piloti sono relegati nelle ultime posizioni in qualifica ma riescono a giungere a punti approfittando dei diversi ritiri. Nel terzo E-Prix le prestazioni migliorano ma i punti non arrivano a causa della penalizzazione di Turvey e l'incidente di Piquet. Tornano i punti invece a Buenos Aires, con Turvey che giunge nono. Per il resto della stagione, a causa della scarsa competitività della monoposto il team non ottiene risultati di rilievo (a parte un paio di piazzamenti nei primi 10 in qualifica) e non vede punti fino all'ultimo appuntamento stagionale, con un decimo posto e un giro veloce conquistati da Piquet.

### 2016-2017
Per la stagione 2016-17 la scuderia cambia nome in NextEV NIO Formula E Team, a livello tecnico conferma la soluzione a due motori.
La seconda stagione si apre con una pole position di Piquet davanti al compagno di squadra Turvey, ma a fine gara il brasiliano sarà penalizzato dalla strategia del team, che lo farà precipitare dalla 3ª all'undicesima posizione. Un'altra pole position viene ottenuta da Turvey a Città del Messico ma in gara è costretto al ritiro da un problema al motore.
Nelle successive 2 gare è Piquet a portare punti con un 4º e un 7º posto a Monte Carlo e a Parigi. Gli ultimi piazzamenti a punti li ottiene Turvey a Berlino e New York. A fine stagione la scuderia è sesta in classifica generale con 48 punti.

### 2017-2018
Per la quarta stagione il team cambia nome in NIO Formula E Team ed accanto al confermato Oliver Turvey viene schierato l'italiano Luca Filippi. Turvey riesce ad ottenere un podio quale miglior risultato, mentre Filippi riesce a conquistare soltanto un punto nel primo appuntamento stagionale. Il team termina ottavo in classifica generale.

### 2018-2019
Nella stagione successiva il team conferma Oliver Turvey, affiancato da Tom Dillmann proveniente dalla Venturi Grand Prix. La stagione si rivela essere la peggiore disputata dal team con sette soli punti conquistati.

### 2019-2020
Per il Campionato 2019-20, viene confermato Turvey e al suo fianco viene promosso il cinese Ma Qinghua, già terzo pilota del team.

## Risultati
| Stagione  | Vettura                       | Gomme | N. | Piloti              | 1    | 2    | 3   | 4   | 5   | 6   | 7   | 8   | 9   | 10  | 11  | 12  | 13  | 14  | 15  | 16  | Punti | Pos  |
| --------- | ----------------------------- | ----- | -- | ------------------- | ---- | ---- | --- | --- | --- | --- | --- | --- | --- | --- | --- | --- | --- | --- | --- | --- | ----- | ---- |
| 2014–2015 | Spark-Renault SRT 01E         | M     |    |                     | PEC  | PUT  | PDE | BNA | MIA | LBH | MON | BER | MOS | LON | LON |     |     |     |     |     | 152   | 4°   |
| 2014–2015 | Spark-Renault SRT 01E         | M     | 88 | Ho-Pin Tung         | 16   | 11   |     | 11  |     |     |     |     |     |     |     |     |     |     |     |     | 152   | 4°   |
| 2014–2015 | Spark-Renault SRT 01E         | M     | 88 | Antonio García      |      |      | 11  |     |     |     |     |     | 19  |     |     |     |     |     |     |     | 152   | 4°   |
| 2014–2015 | Spark-Renault SRT 01E         | M     | 88 | Charles Pic         |      |      |     |     | 17  | 16  | 8   | 15* |     |     |     |     |     |     |     |     | 152   | 4°   |
| 2014–2015 | Spark-Renault SRT 01E         | M     | 88 | Oliver Turvey       |      |      |     |     |     |     |     |     |     | 9*  | 9*  |     |     |     |     |     | 152   | 4°   |
| 2014–2015 | Spark-Renault SRT 01E         | M     | 99 | Nelson Piquet Jr.   | 8    | Rit  | 2   | 3   | 5   | 1*  | 3*  | 4*  | 1*  | 5*  | 7*  |     |     |     |     |     | 152   | 4°   |
| 2015-2016 | Spark-NEXTEV TCR FormulaE 001 | M     |    |                     | PEC  | PUT  | PDE | BNA | MEX | LHB | PAR | BER | LON | LON |     |     |     |     |     |     | 19    | 9º   |
| 2015-2016 | Spark-NEXTEV TCR FormulaE 001 | M     | 1  | Nelson Piquet Jr.   | 15†* | 8*   | 15† | 12  | 13  | Rit | 16  | 13  | 12  | 9   |     |     |     |     |     |     | 19    | 9º   |
| 2015-2016 | Spark-NEXTEV TCR FormulaE 001 | M     | 88 | Oliver Turvey       | 6*   | Rit* | 13  | 9   | 11  | 12  | 13  | 12  | 15† | 10  |     |     |     |     |     |     | 19    | 9º   |
| 2016-2017 | Spark-NEXTEV 700R             | M     |    |                     | HKG  | MAR  | BNA | MEX | MON | PAR | BER | BER | NC  | NC  | MTR | MTR |     |     |     |     | 59    | 6º   |
| 2016-2017 | Spark-NEXTEV 700R             | M     | 3  | Nelson Piquet Jr.   | 11   | 16   | 5   | 9   | 4   | 7   | 12  | 12  | 11  | 16† | 13  | 16  |     |     |     |     | 59    | 6º   |
| 2016-2017 | Spark-NEXTEV 700R             | M     | 88 | Oliver Turvey       | 8    | 7    | 9   | Rit | 13† | 12  | 10  | 9   | 6   | 14  | 15  | 17  |     |     |     |     | 59    | 6º   |
| 2017-2018 | Spark-NextEV NIO Sport 003    | M     |    |                     | HKG  | HKG  | MAR | SAN | MEX | PDE | ROM | PAR | BER | ZUR | NYC | NYC |     |     |     |     | 47    | 8º   |
| 2017-2018 | Spark-NextEV NIO Sport 003    | M     | 16 | Oliver Turvey       | 16   | 7    | Rit | 14  | 2   | 7   | 12  | 9   | 5   | 9   | NP  | INF |     |     |     |     | 47    | 8º   |
| 2017-2018 | Spark-NextEV NIO Sport 003    | M     | 68 | Luca Filippi        | 10*  | Rit* | 16  | 12  | 14  | 13  | 13* |     | 17  | Rit | 15  | Rit |     |     |     |     | 47    | 8º   |
| 2017-2018 | Spark-NextEV NIO Sport 003    | M     | 68 | Ma Qinghua          |      |      |     |     |     |     |     | 17  |     |     |     | 13  |     |     |     |     | 47    | 8º   |
| 2018-2019 | Spark-NIO Sport 004           | M     |    |                     | DIR  | MAR  | SAN | MEX | HKG | SAY | ROM | PAR | MON | BER | BRN | NYC | NYC |     |     |     | 7     | 11°  |
| 2018-2019 | Spark-NIO Sport 004           | M     | 16 | Oliver Turvey       | 13   | 16   | 8   | 12  | 9   | 11  | 13  | 14  | Rit | 18  | 16  | 10  | 13  |     |     |     | 7     | 11°  |
| 2018-2019 | Spark-NIO Sport 004           | M     | 8  | Tom Dillmann        | 14   | 17   | Rit | 15  | 12  | 12  | 15  | Rit | 14  | 19  | 15  | Rit | 15  |     |     |     | 7     | 11°  |
| 2019-2020 | Spark-NIO 005                 | M     |    |                     | DIR  | DIR  | SAN | MEX | MAR | BER | BER | BER | BER | BER | BER |     |     |     |     |     | 0     | 12°  |
| 2019-2020 | Spark-NIO 005                 | M     | 3  | Oliver Turvey       | 15   | SQ   | 11  | 13  | 21  | 16  | 18  | 16  | 22  | 19  | 21  |     |     |     |     |     | 0     | 12°  |
| 2019-2020 | Spark-NIO 005                 | M     | 33 | Ma Qinghua          | 20   | 19   | 16  | Rit | 23  |     |     |     |     |     |     |     |     |     |     |     | 0     | 12°  |
| 2019-2020 | Spark-NIO 005                 | M     | 33 | Daniel Abt          |      |      |     |     |     | 18* | 16* | 15* | 18* | NC* | 20* |     |     |     |     |     | 0     | 12°  |
| 2020-21   | Spark-NIO 333 001             | M     |    |                     | DIR  | DIR  | ROM | ROM | VAL | VAL | MON | PUE | PUE | NYC | NYC | LON | LON | BER | BER |     | 18*   | 12°* |
| 2020-21   | Spark-NIO 333 001             | M     | 8  | Oliver Turvey       | 10   | 6    | NP  | 14  | Rit | 8   | 19  | 11  | Rit | Rit | Rit | 15  | 14  | 19  | 19  |     | 18*   | 12°* |
| 2020-21   | Spark-NIO 333 001             | M     | 88 | Tom Blomqvist       | 18   | 18   | 10  | 8   | Rit | 17  | 14  | 13  | Rit | 16  | 21  | Rit | 19  | Rit | 10  |     | 18*   | 12°* |
| 2021-2022 | Spark-NIO 333 001             | M     |    |                     | DIR  | DIR  | MEX | ROM | ROM | MON | BER | BER | JAK | MAR | NYC | NYC | LON | LON | SEO | SEO | 7     | 10°  |
| 2021-2022 | Spark-NIO 333 001             | M     | 3  | Oliver Turvey       | 19   | 18   | 14  | 17  | 7   | 15  | 16  | 17  | 12  | 17  | 15  | 16  | 15  | 14  | Rit | 15  | 7     | 10°  |
| 2021-2022 | Spark-NIO 333 001             | M     | 33 | Dan Ticktum         | 18   | 19   | 18  | 19  | 10  | 12  | 19  | 20  | 18  | Rit | 17  | 12  | 17  | Rit | Rit | Rit | 7     | 10°  |
| 2022-23   | Spark-NIO 333 ER9             | H     |    |                     | MEX  | DIR  | DIR | HYD | CAP | SAP | BER | BER | MON | GIA | GIA | POR | ROM | ROM | LON | LON | 42    | 9°   |
| 2022-23   | Spark-NIO 333 ER9             | H     | 3  | Sérgio Sette Câmara | 16   | 15   | 18  | 5   | 12  | 17  | 16  | 15  | 14  | 17  | NP  | 16  | 8   | 18  | SQ  | 13  | 42    | 9°   |
| 2022-23   | Spark-NIO 333 ER9             | H     | 33 | Dan Ticktum         | 17   | 14   | 10  | Rit | 6   | 14  | Rit | 10  | 6   | 13  | 11  | 13  | 13  | 9   | 7   | 9   | 42    | 9°   |
| 2023-24   | Spark-ERT X24                 | H     |    |                     | MEX  | DIR  | DIR | SAP | TOK | MIS | MIS | MON | BER | BER | SHA | SHA | POR | POR | LON | LON | 23    | 11°  |
| 2023-24   | Spark-ERT X24                 | H     | 3  | Sérgio Sette Câmara | NP   | 9    | 17  | SQ  | 10  | 15  | 6   | 19  | 16  | 13  | 13  | 18  | 14  | 14  | 12  | 11  | 23    | 11°  |
| 2023-24   | Spark-ERT X24                 | H     | 33 | Dan Ticktum         | 18   | 21   | Rit | 17  | 18  | 4   | 14  | 13  | 14  | 17  | 20  | 21  | 17  | 15  | 13  | 14  | 23    | 11°  |

| Legenda | 1º posto                | 2º posto        | 3º posto            | A punti      | Senza punti | Grassetto=Pole position Corsivo=Giro più veloce |
| Legenda | Solo prove/Terzo pilota | Non qualificato | Ritirato/Non class. | Squalificato | Non partito | Grassetto=Pole position Corsivo=Giro più veloce |

- G: Pilota col giro più veloce nel gruppo di qualifica.
- *: Fanboost
- †: Pilota che non ha concluso la gara ma che è stato classificato per aver completato più del 90% della distanza della gara.